# 北城世纪城站
北城世纪城站位于中华人民共和国安徽省合肥市长丰县兴隆路与濛河路交叉口北侧地下，是合肥轨道交通8号线的地铁车站。